# Neapolis University Paphos
Die Neapolis University Paphos (Abkürzung NUP; griechisch: Πανεπιστήμιο Νεάπολις Πάφου στην Κύπρο) ist eine Privatuniversität in Paphos in der Republik Zypern.
Die Hochschule wurde 2007 gegründet; Betriebsaufnahme erfolgte 2010. 2012 erfolgte die Anerkennung und Gleichstellung zu einer staatlichen griechischen Universität mit folgenden Fakultäten:
- School of Economics, Business and Computer Sciences
- School of Social Sciences, Arts and Humanities
- School of Architecture, Engineering, Land & Environmental Sciences
- School of Law
- School of Health Sciences

Alle Studiengänge der Universität sind von der Republik Zypern und allen EU-Ländern anerkannt. Die Studiengänge in den Bereichen Architektur und Immobilien sind auch von der zyprischen Berufs- und Technikkammer (ETEK) anerkannt. Darüber hinaus ist das Postgraduiertenstudium der Immobilienwirtschaft von der Royal Institution of Chartered Surveyors (RICS) akkreditiert. Partnerschaften bestehen mit
- Middlesex University London
- University of Hull

sowie 
- UACES (academic association for Contemporary European Studies)
- eani (Education Authority)
- ACCA (Association of Chartered Certified Accountants)

Der Universitätscampus liegt im westlichen Küstengebiet des Stadtviertels Kato Paphos.